# 劉憲 (成化己丑進士)
劉憲（1442年—15世紀），字文綱，江西饒州府餘干縣東隅鄉人，民籍，明朝政治人物。

## 生平
劉憲成化元年（1465年）舉江西鄉試第三名，成化五年（1469年）乙丑科會試第三名，殿試登第二甲第六十九名進士，獲授南京吏部主事，陞文選司郎中，外任陝西參議；陝西饑荒，劉憲儲糧賑災，擢官參政。他為人凝重，不會攻擊別人過失，有文學名聲，著述甚多，有《春秋胡傳序》流傳。

## 家族
曾祖劉慶宗，祖父劉守成，父亲劉克清。

## 引用
1. 1 2  同治《餘干縣志·卷十一·人物志一》：劉憲，字文綱，東隅人，少頴敏，成化己丑進士，授南京吏部主事，陞文選郎中、陝西參議，時大飢，憲儲粟賑民擢參政。為人凝重宏遠，不攻訐人過失，以文學負時望，著述甚多，有《春秋胡傳序》行於世。
2. ↑  同治《餘干縣志·卷九·選舉志》：乙酉 成化元年鄉試 劉憲 成化五年進士，詳宦業
3. ↑  《天一阁藏明代科举录选刊·登科录》（《成化五年己丑科殿試金榜》）